# Pterolophia consimilis
Pterolophia consimilis là một loài bọ cánh cứng trong họ Cerambycidae.